# Serrès
Pour les articles homonymes, voir Serres.
Serrès (en grec : Σέρρες / Sérres, anciennement Sérrai (Σέρραι) ou encore Sírra, Sírai (Σίρρα, ou Σίραι), est une ville grecque de Macédoine Centrale dans la région antique de l'Odomantice, qui a la rare particularité en Macédoine d’avoir eu une existence continue en conservant son nom d'origine. C'est aujourd’hui un chef-lieu du district régional homonyme.
Selon le recensement de 2011, la population du district régional compte 176 430 habitants, celle du dème compte 76 817 habitants, tandis que celle de la ville de Serrès s'élève à 58 287 habitants.

## Histoire de la ville

### La ville antique

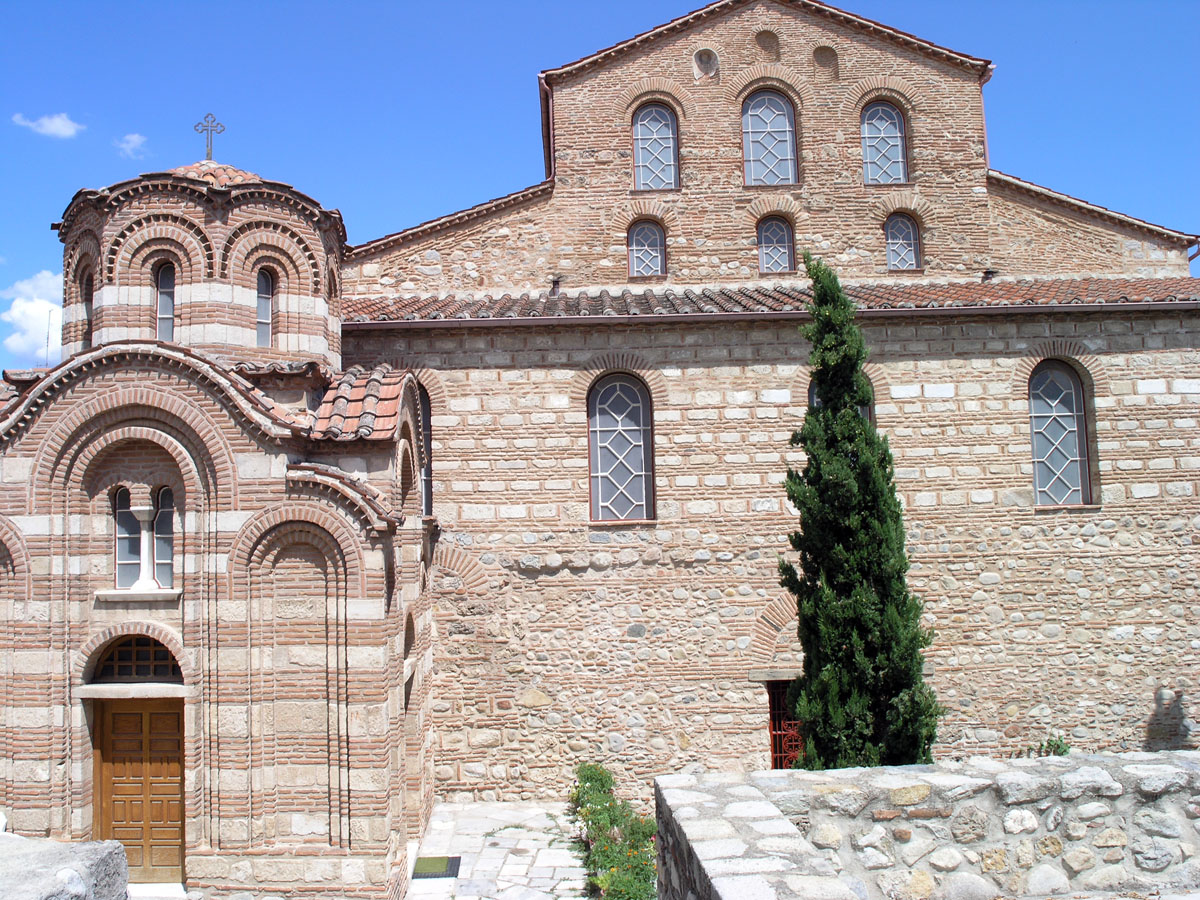
La basilique Saints-Théodore, ancienne métropole de Serrès

La première mention de Sirra remonte au IVe siècle av. J.-C. et se trouve chez Théopompe (selon Étienne de Byzance : la mention, antérieure, d’une Siris de Péonie chez Hérodote (VIII, 15), ne doit pas être identifiée comme on le fait généralement avec le même site, car l’ethnie correspondante, les Siriopéoniens, habitaient selon le même auteur au nord du lac Prasias. De surcroît, Étienne de Byzance distingue Sirs de Péonie et Sirra, ville de Thrace.
Cette ville pré-hellénique est d’abord intégrée au royaume de Macédoine avec l’organisation d’une cité grecque. Une cinquantaine d’inscriptions constituent le principal témoignage de cette époque et confirment qu’elle appartient au koinon macédonien. Elles révèlent aussi l’existence de magistrats municipaux, bouleutai et agoranomes.
La ville devient un siège épiscopal dans l’Antiquité tardive : son évêque Maximinos est présent au concile d'Éphèse en 449 ainsi qu'au concile de Chalcédoine.
Le nom moderne de Serrès (Σέρραι) apparaît pour la première fois au début du VIe siècle dans le Synekdèmos d’Hiéroclès au numéro 639.10.
On ignore presque tout du plan, de l’étendue et des monuments de la ville antique.

### La ville médiévale
Au Moyen Âge Serrès est mentionnée par Constantin VII Porphyrogénète comme une polis de l’éparchie de Rhodope. Elle est élevée au rang de métropole avant 997. Deux églises majeures datent de cette période : l'église Saint-Nicolas sur l'acropole, dont l'architecture rappelle celle de la Panagia Chalkeon de Thessalonique, et peut-être datée du XIe – XIIe siècle ; l'ancienne église métropolitaine Saints-Théodore (el), de plan basilical, remarquable pour la mosaïque de la Communion des Apôtres qui en décorait l’abside, avant l’incendie qui la détruisit en 1913. Cette œuvre n’est connue que par des fragments conservés à Thessalonique et la description qu’en ont donné des voyageurs français en 1903, mais la parenté stylistique avec les mosaïques de Daphní indiquent une datation au début du XIIe siècle.
Dans cette région, l’Empire byzantin fait désormais face à un nouvel état qui regroupe les Slaves, les Valaques et les Grecs de l’intérieur des terres de la péninsule des Balkans : la Bulgarie. Les fréquentes escarmouches et les guerres entre cet état et l’Empire, s’achèvent en 1018, lorsqu’au terme d'une guerre longue et sanglante, le basileus grec Basile II parvient à reconquérir la péninsule des Balkans en anéantissant la Bulgarie. Cela provoque de grands déplacements de populations, et notamment des Valaques de Bulgarie qui se dispersent : une partie d’entre eux migre vers la Transylvanie où ils grossissent les rangs de ceux qui s’y trouvaient déjà, mais un grand nombre s’installe en Grèce, en Macédoine et en Thessalie qui est alors appelée la "Grande Valachie" (Μεγάλη Βλαχία) par les auteurs byzantins: on en trouve encore, entre autres dans les villages autour de Serrès. À leur tour, comme les Slaves avant eux, ces Valaques romanophones s’hellénisent en partie, Serrès représentant un centre d'hellénisation par ses marchés, ses églises et ses écoles.
En 1185, le territoire de Serrès est ravagé par les Normands tandis qu’au nord, une révolte des Valaques aboutit à la création en 1186 d’un royaume des Bulgares et des Valaques. Vers 1195, ce royaume défait le sébastokrator Isaac Comnène et s’empare de Serrès. Après une brève occupation latine par Boniface de Montferrat à la suite de la IVe Croisade, les Bulgaro-Valaques reprennent Serrès en 1206 : à ce moment, selon le témoignage de Georges Acropolite, la ville n’est qu’un simple bourg protégé par une citadelle.

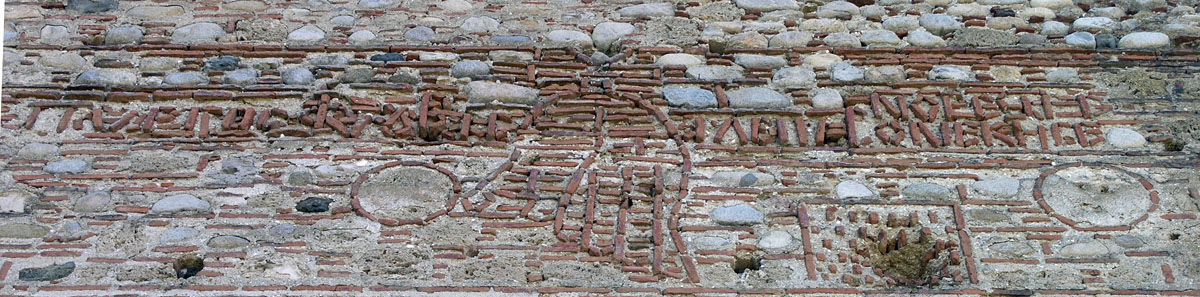
Inscription en brique de la tour dite d’Oreste, sur l’acropole byzantine de Serrès.

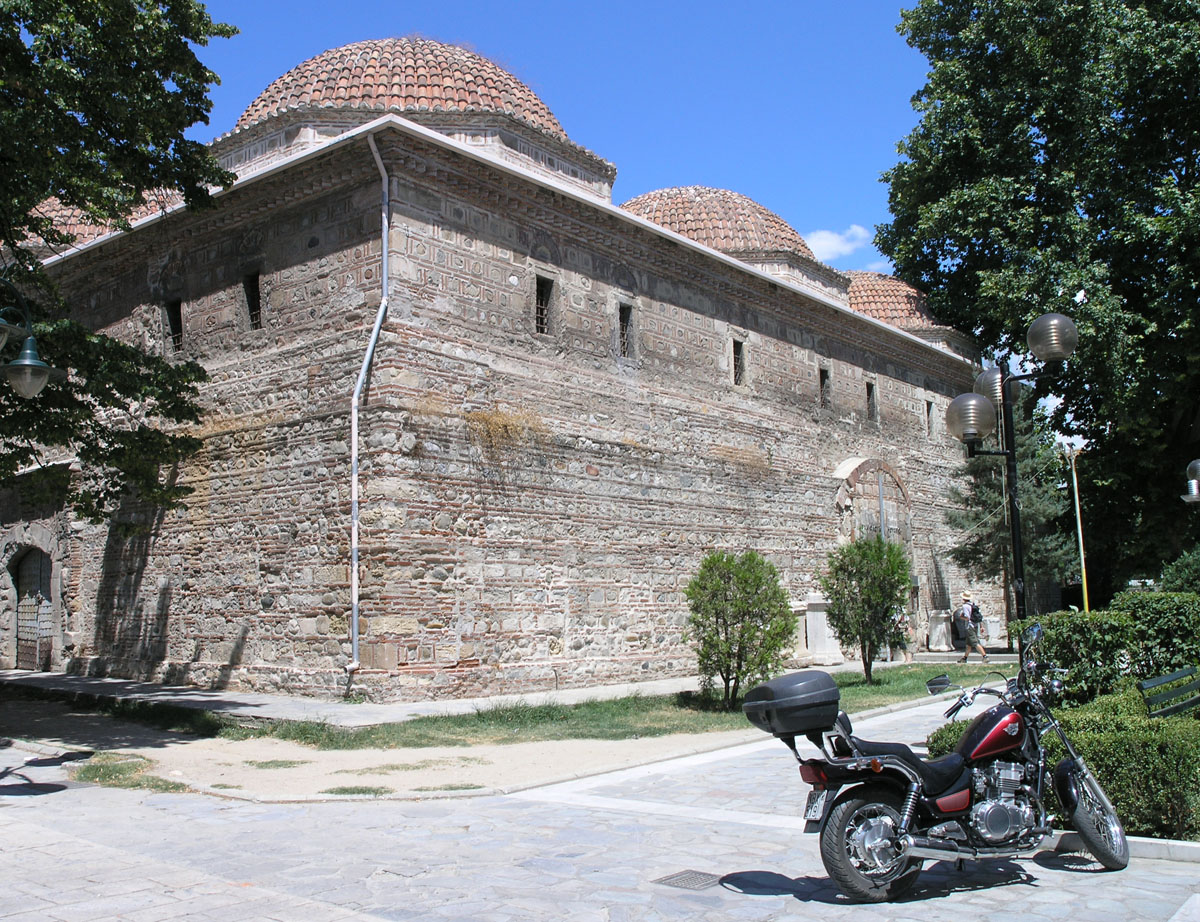
Musée archéologique de Serrès dans un ancien marché (piátsa bezeştenorlou).

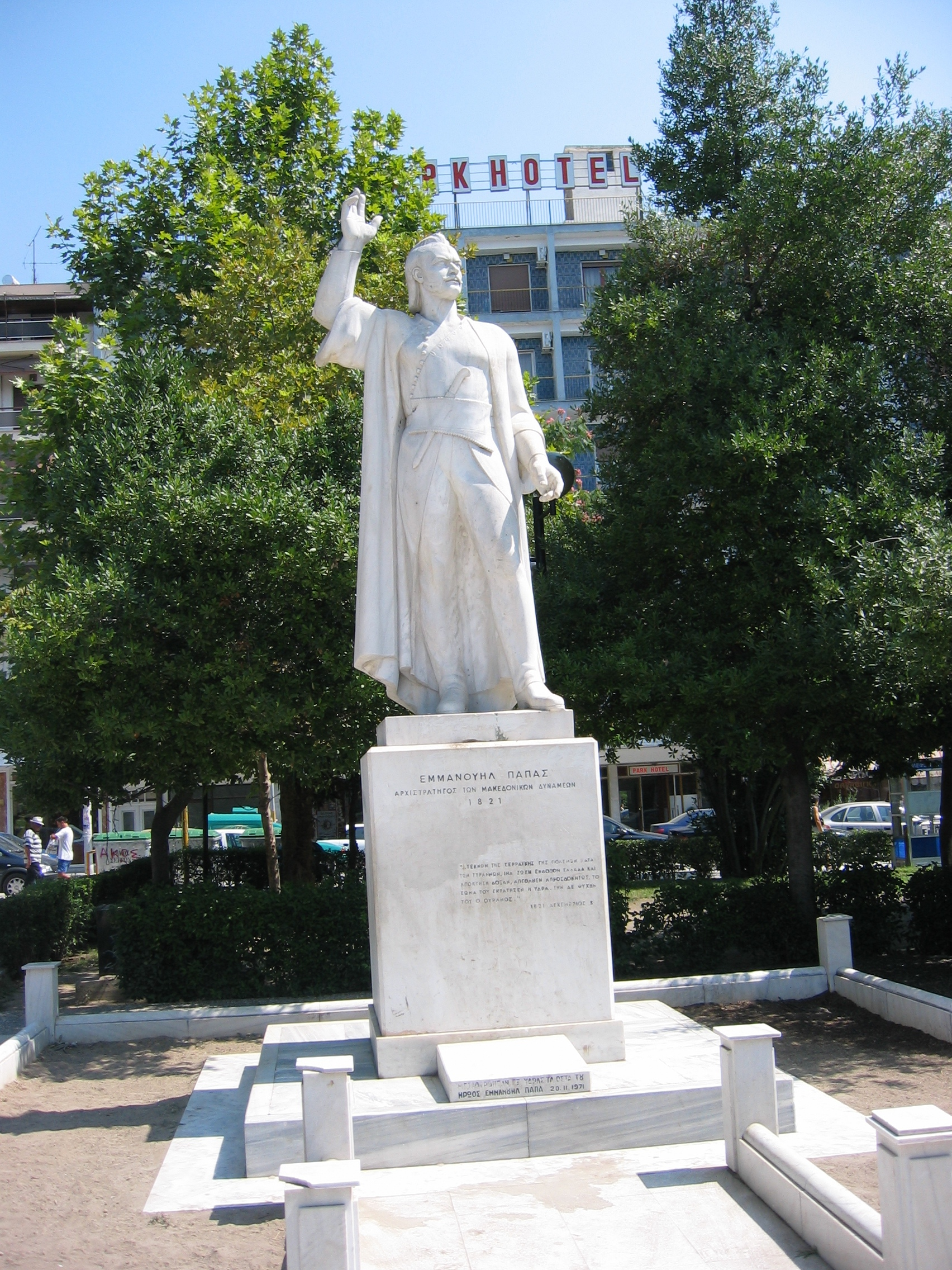
Emmanuel Pappas.

Les Byzantins, menés par Jean III Vatatzès, en reprennent le contrôle en 1246, et la ville connaît une nouvelle période de prospérité mais un siècle après, le 25 septembre 1345, la ville est prise par le roi serbe Stefan Uroš IV Dušan puis devient la capitale d’un despotat dirigé d’abord par la veuve de Dušan, Elena, puis à partir d’août–septembre 1365 par Jovan Uglješa. Dans ce despotat multiethnique, les grecs ont un rôle important dans l’administration, et les liens restent étroits avec l’empire byzantin et avec le Mont Athos. C’est pendant cette période de domination serbe qu’ont lieu des travaux majeurs de restauration des fortifications sur l’acropole, dont témoigne l’inscription sur la tour d’Oreste qui se lit « Tour de l’empereur qu’a construit Oreste » (ΠΥΡΓΟΣ … ON ΕΚΤΙΣΕΝ OPEΣΤΗΣ), l’officier chargé de ces travaux.
La victoire de la Maritsa en 1371 rend brièvement au basileus Manuel II Paléologue le contrôle de la région, mais l’hégémonie ottomane, établie le 19 septembre 1383, inaugure la longue période ottomane : la ville prend le nom de Siruz. De cette période date la mosquée Mehmed Bey ainsi qu'un grand bâtiment muni de six coupoles, au centre de la ville (en valaque piátsa bezeştenorlou soit « place des Dépenses »), et qui abrite aujourd’hui le musée archéologique. C’est, avec celui de Lárissa et celui de Thessalonique, l’un des trois seuls exemplaires conservés de ce type de monument en Grèce. La ville est un centre de négoce florissant, soutenue par un arrière-pays prospère, et le commerce par voie de terre, qui prend le pas sur le commerce maritime en raison du danger des pirates en mer Égée.

### Ère moderne
Les révoltes des chrétiens de la région de Serrès sont réprimées dans le sang, et de nombreuses bandes d’insurgés se forment, mi-voleurs (κλέφτες : klephtes ou haïdouks), mi-héros. Au XIXe siècle, klephtes et haïdouks joueront un rôle non négligeable dans les révoltes bulgares et la guerre d'indépendance grecque, à laquelle prend part en 1821 l’un des héros Serriotes : Emmanuel Pappas, banquier originaire d’un village voisin et membre de la Société des Amis (Philiki Etairia). Pappas rassemble une troupe de 2 500 hommes et mène la lutte plusieurs mois contre les Turcs avant l’écrasement de la révolte dans la région à la fin de l’année. Serrès joue encore un rôle important dans les luttes pour l’indépendance de la Bulgarie en 1878 et encore entre 1904 et 1908, mais reste ottomane jusqu’en 1913, au terme des guerres balkaniques, pendant lesquelles elle fut convoitée et disputée entre Bulgares, Grecs et Serbes : à la fin de la deuxième guerre balkanique, la ville est brûlée par l’armée bulgare en retraite face aux troupes grecques, qui y entrent le 28 juin 1913. À la suite de cet incendie, il ne reste pratiquement plus rien de la ville byzantine et ottomane. Au traité de Neuilly, Serrès est rattachée au royaume de Grèce.
Au début du XXe siècle, Serrès devient une gare importante sur le chemin de fer reliant Thessalonique à Constantinople.
Les musulmans Serriotes commencent alors à émigrer vers la Turquie. De leur côté, les Valaques partent vers la Roumanie, et les Slaves, vers la Yougoslavie ou la Bulgarie, tandis que des populations grecques venues de ce pays (les Micrasiates et les Pontiques), s’y installent. La ville se ré-hellénise et s’étend. Le processus s’intensifie après la « Grande catastrophe », en application du traité de Lausanne qui suit la défaite grecque face aux Turcs en 1922.
Lors de la Seconde Guerre mondiale, Serres fut occupée et annexée par la Bulgarie, dont les troupes fusillèrent de nombreux résistants ou otages ; les juifs grecs furent livrés aux nazis et déportés, mais les (rares) juifs de langue slave furent épargnés. La Résistance grecque libère la ville à l’automne 1944.

### La ville contemporaine

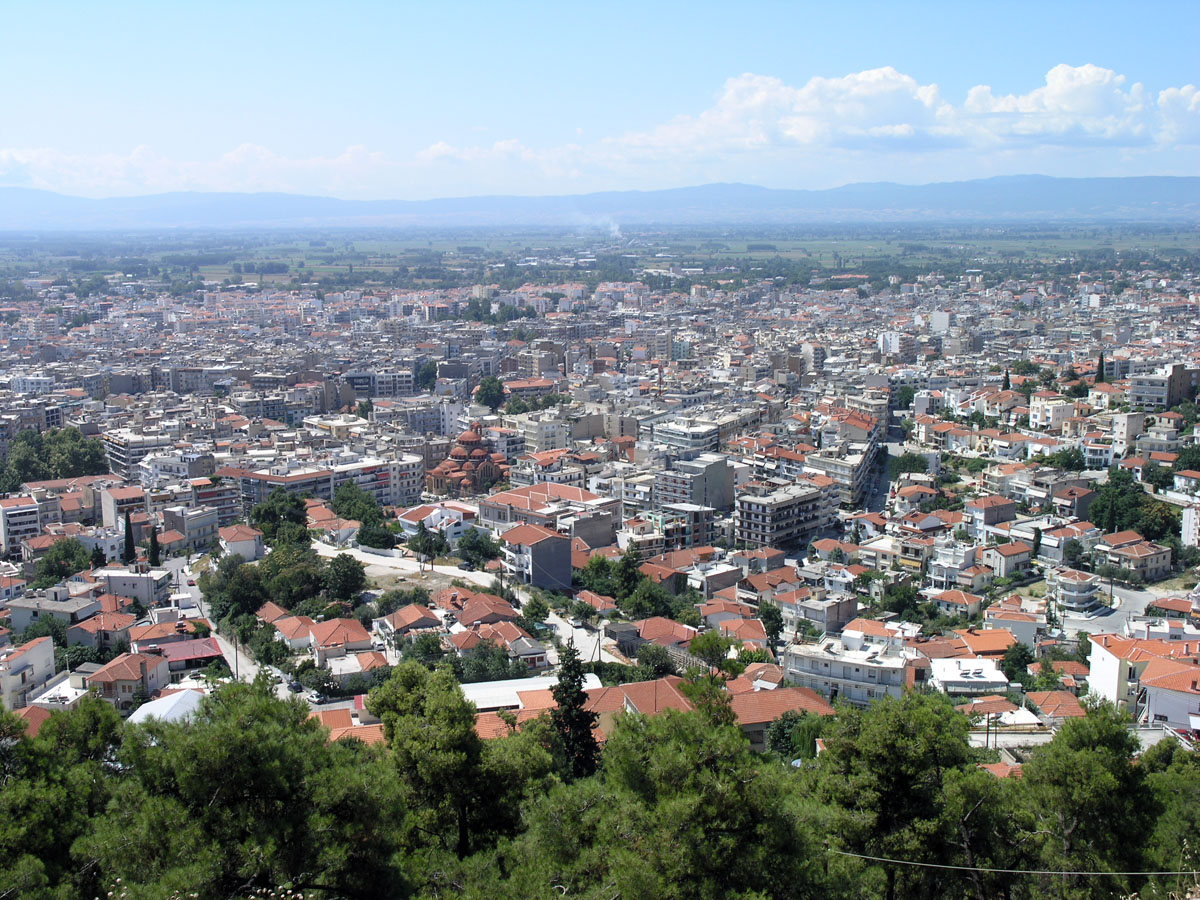
Vue générale de la ville moderne de Serrès depuis l’acropole byzantine.

La ville, aujourd'hui majoritairement peuplée de descendants de réfugiés grecs venus des pays voisins, se relève et s’industrialise dans les années 1950 et 1960, mais la crise financière des années 2010, due à la dérégulation mondiale et aux endettements de la Grèce, en partie consécutifs aux Jeux olympiques de 2004, remet ces acquis en question.
Aujourd’hui Serrès est une ville moyenne dans une région dont l’activité demeure essentiellement agricole : culture du tabac, du riz, des tomates, et élevage bovin. L’industrie se limite principalement au secteur agro-alimentaire. Le secteur primaire (agricole) occupe ainsi 60 % de la population active du nome. Le taux d’urbanisation du nome de Serrès est de 45 % seulement.

## Patrimoine

### Monastère de Saint-Jean-le-Précurseur

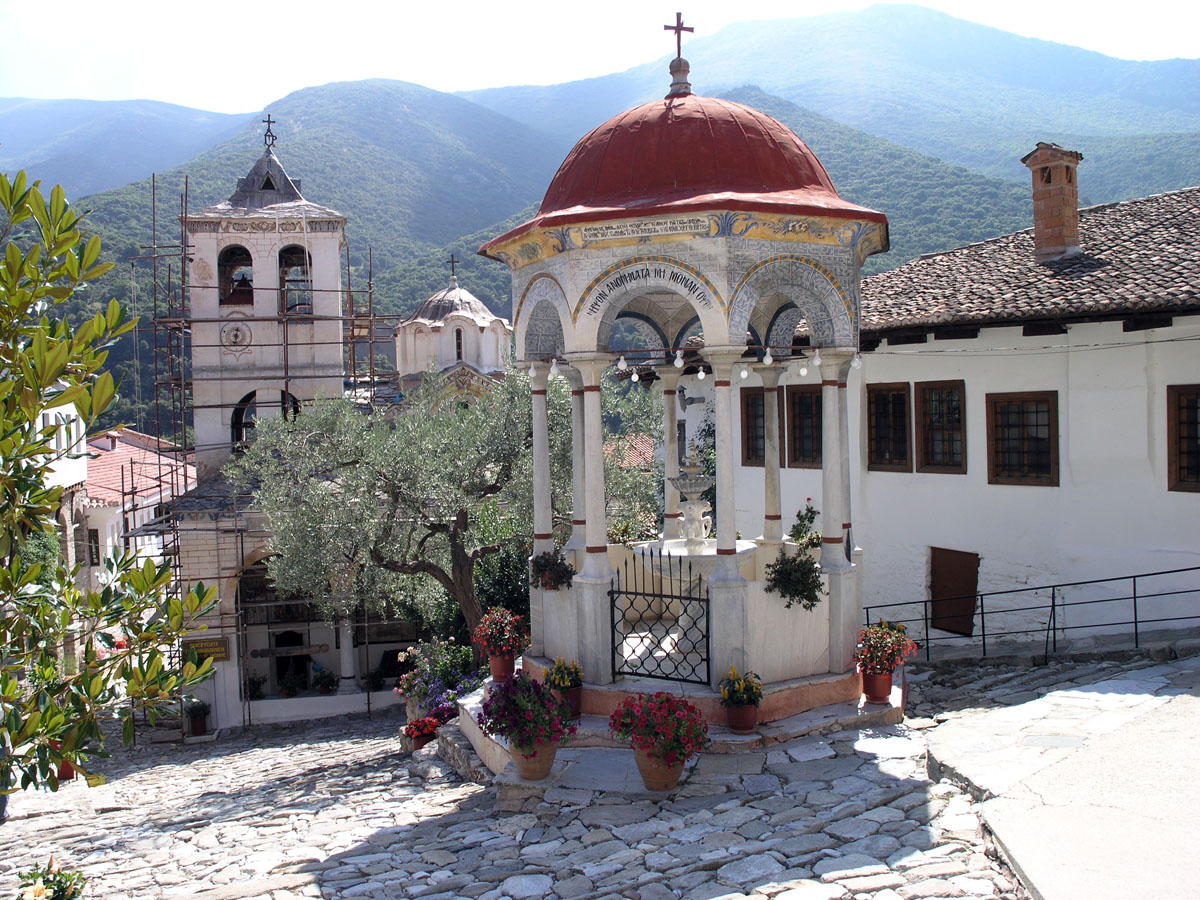
Vue générale du monastère Saint-Jean-le-Précurseur près de Serrès

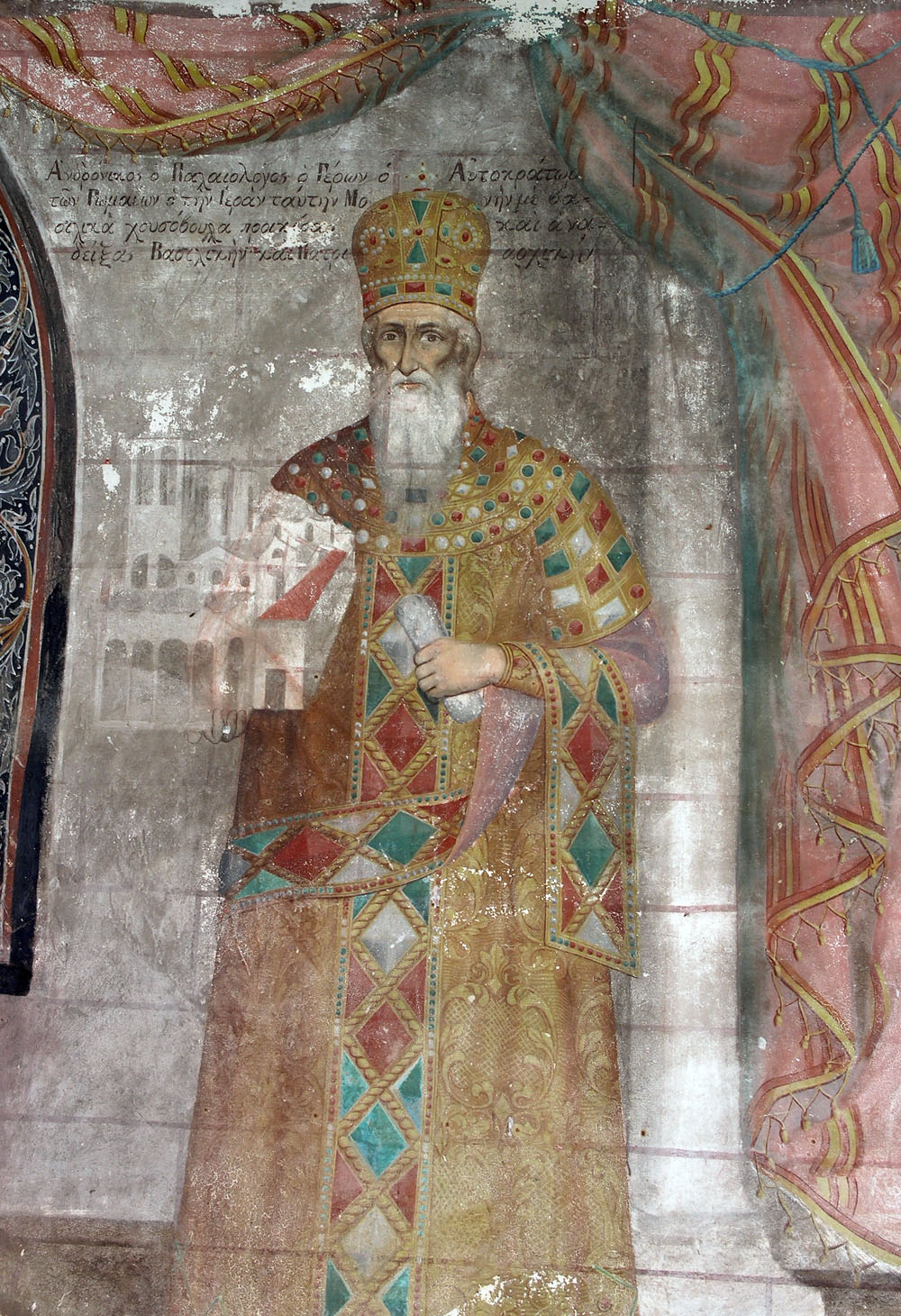
L'empereur Andronic II Paléologue accordant des privilèges au monastère de Saint-Jean-le-Précurseur près de Serrès (fresque du XIVe siècle sur le catholicon)

À 12 km au Nord-Est de Serrès, au fond d’un ravin au pied du mont Ménikion, se trouve le monastère de Saint-Jean-le-Précurseur (Μονή Ιωάννου Προδρόμου, Moni Ioannou Prodromou). Fondé en 1275–1278 par le moine Ioannikos de Serrès, il fut rénové quelques années plus tard par son neveu Ioakeim, évêque de Zichna, qui le dota d’une enceinte.
Le monastère connut un développement important au début du XIVe siècle grâce notamment au soutien impérial des Paléologue : l'empereur Andronic II Paléologue en particulier fit d’importantes donations foncières au monastère dont le souvenir est perpétué par une fresque en façade du catholicon. La riche décoration de cette église remonte en effet à cette époque (entre 1300 et 1333), pour une part, mais également aux années 1630. L’iconostase du catholicon est beaucoup plus tardive (1804).
En 1345, les propriétés du monastère furent ravagées par l'invasion des Serbes et ne durent qu’à l'intervention d'Hélène, l'épouse du roi serbe Stefan Dušan, de ne pas être complètement détruites.
Pendant l’hégémonie ottomane, le monastère accueillit le patriarche de Constantinople Gennadios Scholarios, lorsqu’il se retira volontairement en 1457. Il retourna sur le trône patriarcal en 1462 pour une année, avant de se retirer définitivement à Saint-Jean en 1464, où il mourut en 1472. Sa tombe prit place dans le catholicon, et ses reliques furent exhumées en 1854.
La tour carrée du monastère a été convertie en bibliothèque et possède un fonds de 300 manuscrits, 1 500 volumes divers et quelques chrysobulles et sceaux patriarcaux. Elle fut en partie pillée par les Bulgares lors de l’occupation de la région entre 1913 et 1917.
Aujourd’hui, et après être resté à l'abandon pendant une grande partie du XXe siècle, le monastère est occupé par une communauté de moniales.

### Musées
- Musée Archéologique de Serrès (en)
- Musée Ecclésiastique de Serrès (en)
- Musée du folklore de Sarakatsani (en)
- Lac Kerkini
- Musée folklorique et ethnologique Hadzilia (en)

### Édifices religieux
- Église Saints Théodore Tyro et Théodore Stratelates de Serrès (en)
- Mosquée Mehmet Bey

## Population
| 1981   | 1991   | 2001   | 2011   | 2021   |
| ------ | ------ | ------ | ------ | ------ |
| 46 317 | 49 830 | 56 145 | 58 287 | 59 260 |

## Transports

### Liaisons routières
Serrès est desservi par l'autoroute A25 (Thessalonique – Serrès – Promachónas), la route nationale EO12 (Thessalonique – Serrès – Dráma – Kavála) et la route nationale EO63  (Serrès – Sidirókastro – Promachónas).

### Transport ferroviaire
La gare de Serrès (en) est située sur la ligne de Thessalonique à Alexandroúpoli (en).

## Personnalités liées à la ville
- Dimitri Comnène Eudaimonoïoánnis, fonctionnaire grec byzantin à Serrès dans les années 1360
- Gazi Husrev-beg (1480–1541), bey de l'Empire ottoman, né à Serrès
- Emmanouíl Pappás (1772–1821), figure de la Guerre d'indépendance grecque en Macédoine, né non loin de Serrès
- Konstantínos Karamanlís (1907–1998), Premier ministre et président de la République, né à Próti près de Serrès
- Glykeria (1953–), chanteuse né à Ágio Pnévma (el) près de Serrès
- Yórgos Kapoutzídis (1972–), animateur de télévision, scénariste et acteur né à Serrès
- Ángelos Charistéas, (1980–), footballeur né à Serrès
- Efstáthios Tavlarídis (1980–), footballeur né à Serrès

## Jumelages
| Ville | Ville          | Pays | Pays     | Période              |
| ----- | -------------- | ---- | -------- | -------------------- |
|       | Blagoevgrad    |      | Bulgarie |                      |
|       | Eilat          |      | Israël   |                      |
|       | Fosses         |      | France   |                      |
|       | Lárissa        |      | Grèce    |                      |
|       | Nilüfer        |      | Turquie  | depuis 2011          |
|       | Veliko Tarnovo |      | Bulgarie | depuis le 3 mai 1988 |
|       | Veliko Tarnovo |      | Bulgarie | depuis le 3 mai 1988 |